# La Femme et le Pantin (1959)
La Femme et le Pantin is een Franse dramafilm uit 1959 onder regie van Julien Duvivier. Destijds werd de film uitgebracht onder de titel De danseres van de duivel. Hij is gebaseerd op het gelijknamige boek van Pierre Louÿs uit 1898.

## Verhaal
Tijdens een volksfeest in Sevilla bemerkt Eva Marchand dat een oudere, modieus geklede man zijn oog op haar heeft laten vallen. Het blijkt don Matteo Diaz te zijn, een getrouwde man die alom bekendstaat als rokkenjager. Hij wil indruk op haar maken, maar Eva houdt hem aan het lijntje.

## Rolverdeling
| Acteur           | Personage          |
| ---------------- | ------------------ |
| Brigitte Bardot  | Eva Marchand       |
| Antonio Vilar    | Don Matteo Diaz    |
| Lila Kedrova     | Manuela            |
| Daniel Ivernel   | Berthier           |
| Darío Moreno     | Arabadjian         |
| Michel Roux      | Albert             |
| Jacques Mauclair | Stanislas Marchand |
| Jess Hahn        | Sidney             |
| Espanita Cortez  | Maria Teresa       |
| Claude Godard    | Mercedes           |
| Rivers Cadet     | Man in de bus      |
| Germaine Michel  | Vrouw in de bus    |
| Dominique Zardi  | Matroos            |